# 錦林学区
錦林学区（きんりんがっく）は、京都市左京区にかつて存在した京都市の学区。明治25年（1892年）に上京第27学区として成立し、昭和4年（1929年）に改称されて錦林学区となり、昭和17年（1942年）の京都市の学区の廃止まで存在した。
戦前の学区の名称が継承された京都市内の他の地域とは異なり、現在では錦林学区という地域自治の単位としての「学区（元学区）」は存在しない。
ここでは廃止までの錦林学区と、当該区域の現在の学区（元学区）である、川東学区、聖護院学区、岡崎学区、錦林東山学区、吉田学区、浄楽学区について説明する。

## 沿革
錦林学区は、明治2年（1869年）の第二次町組改正により成立した上京第32番組（のちに上京第32区、上京第32組）と、洛外の周辺村部であった、吉田、浄土寺、鹿ヶ谷、粟田口、南禅寺、岡崎、聖護院の旧7村が明治21年（1888年）に上京区（当時）に編入して起立した上京第34組に起源を持つ。明治25年に上京第32組と34組を合して上京第27学区が成立し、これが昭和4年（1929年）に左京区の分区に当たり、学区内に置かれた小学校の名称により改称されて錦林学区となった。
錦林学区の名称は、学区に置かれた錦林小学校による。明治26年（1893年）に付けられた校名の錦林の由来は、この地がもと錦織といったことや、熊野神社や聖護院を包みこむ森があり、秋には木々が錦織のような美観を呈していたことによるともいわれる。
学区内には、明治35年（1902年）に第二錦林小が、大正12年（1923年）に第三錦林小が、昭和6年（1931年）に第四錦林小が分立した。（なお、第二次世界大戦前の京都市の学区については、学区内に新たに小学校が創立して通学区域が分割されても、学区の区域が分割されることはなかった。）
一方、学区内には、小学校の通学区域ではなく旧村および旧組を単位として、第一から第六までの連合公同組合が、第一が旧浄土寺村、第二が旧南禅寺・鹿ケ谷・粟田口村、第三が旧岡崎村、第四が旧吉田村、第五が旧聖護院村、第六が旧上京第32組の範囲で置かれていた。
錦林学区と名称を変更し、左京区に属することになった翌年の昭和5年（1930年）に、学区の区域のうち、三条通を隔てて南側に位置した旧粟田口村域の飛地を東山区（粟田学区）に編入している。
昭和16年（1941年）に国民学校令の施行により学区の根拠が失われ（京都市の学区そのものは昭和17年（1942年）に廃止。）、昭和16年6月に町内会連合会が発足した。当時の京都市の他地域では国民学校の通学区域を町内会連合会設置の単位としたが、錦林学区では先述の連合公同組合を単位として、浄楽、東山、岡崎、吉田、聖護院、川東の町内会連合会が設置され、戦後のポツダム政令による解体ののち、これらの町内会連合会の区域が住民自治の単位である「学区（元学区）」となった。

## 川東学区
川東学区（かわひがしがっく）は、京都市の学区（元学区）のひとつ。京都市左京区に位置する。明治2年（1869年）の第二次町組改正で成立した上京第32番組（のちに上京第32区、上京第32組）であり、のちに錦林学区での第六連合公同組合、川東町内会連合会が置かれた区域にあたる。

### 沿革
江戸時代、この地は聖護院領聖護院村の一部であったが、享保18年（1733年）、新先斗町・新生洲町・大文字町、翌19年（1734年）に難波町・中川町・杉本町が起立し、二条新地（または二条川東新地）と呼ばれた。
上述の6町と、下堤町、吉永町、秋築町、東丸太町、東竹屋町の計11町で明治2年（1869年）の第二次町組改正により上京第32番組が成立。同年には、区域内に上京第32番組小学校（現在の京都市立錦林小学校の起源となる小学校。明治8年に錦織に校名を改称。）が創立した。明治5年（1872年）には上京第32区、明治12年（1879年）には区が組となり上京第32組となった。また、明治12年には石原町が聖護院村から同組に編入された。
上京第32組は、学区制度により明治25年（1892年）に上京第34組と合して上京第27学区となり、後に昭和4年（1929年）に、学区名が小学校名により改称され、錦林学区となって、左京区に属した。錦林学区内では旧上京第32組の12町を区域として第六連合公同組合が置かれていた。
昭和16年（1941年）の学区制度廃止にあたり、錦林学区内に置かれていた第六連合公同組合を改組して、同年6月に川東町内会連合会が発足した。この川東町内会連合会の区域が、戦後の町内会およびその連合会の解散の後に、京都市内の「学区（元学区）」である川東学区となり、現在も地域自治の単位として用いられている。

### 人口・世帯数
川東学区の区域に設定されている国勢統計区（左京区第19国勢統計区）における令和2年（2020年）10月の人口・世帯数は2,635人、1,558世帯である。

### 地理
左京区の南西部に位置する学区であり、北側と東側は聖護院学区に囲まれ、南側は新洞学区、西側は鴨川を隔てて上京区の春日学区と中京区の銅駝学区に接する。区域は、北は春日北通、南は二条通、西は鴨川、東は東大路通一筋西に面した逆「コ」の字の形状をしており、面積は0.194平方キロメートルである。

### 川東学区内の通り

#### 東西の通り
- 春日北通
- 丸太町通
- 冷泉通
- 二条通

#### 南北の通り
- 川端通

### 川東学区の町名
- 下堤町
- 新生洲町
- 東丸太町
- 東竹屋町
- 中川町
- 秋築町
- 難波町
- 大文字町
- 石原町
- 吉永町
- 杉本町
- 新先斗町

## 聖護院学区
聖護院学区（しょうごいんがっく）は、京都市の学区（元学区）のひとつ。京都市左京区に位置する。かつての愛宕郡聖護院村が、明治21年（1888年）に上京区に編入されて聖護院町となった地域がもとになり、のちに錦林学区での第五連合公同組合、昭和16年（1941年）の学区制度廃止後から戦後の解散まで聖護院町内会連合会が置かれた区域である。

### 沿革
愛宕郡聖護院村は、町場化していた南西部が明治2年に上京第32番組となり、また明治12年には石原町が同区域に編入された。残余の聖護院村は、明治21年（1888年）6月に上京区（当時）に編入されて同区の聖護院町となり、同時に上京区に編入された周辺の吉田村、浄土寺村、鹿ヶ谷村、粟田口村、南禅寺村、岡崎村と共に新たに上京第34組を編成した。
上京第34組は、学区制度により明治25年（1892年）に上京第32組と合して上京第27学区となり、後に昭和4年（1929年）に、学区名が小学校名により改称され、錦林学区となって、左京区に属した。学区内の聖護院町は、大正7年（1918年）に「聖護院」を冠する8町に編成された。この8町を区域として第五連合公同組合が置かれていた。
昭和16年（1941年）の学区制度廃止にあたり、錦林学区内に置かれていた第五連合公同組合を改組して、同年6月に聖護院町内会連合会が発足した。この聖護院町内会連合会の区域が、戦後の町内会およびその連合会の解散の後に、京都市内の「学区（元学区）」である聖護院学区となり、現在も地域自治の単位として用いられている。

### 人口・世帯数
聖護院学区の区域に設定されている国勢統計区（左京区第20国勢統計区）における令和2年（2020年）10月の人口・世帯数は3,809人、2,276世帯である。

### 地理
左京区の南西部に位置する学区であり、北側は吉田学区、東側は岡崎学区、南側は新洞学区、西側は川東学区と鴨川を隔てて上京区の春日学区に接する。区域は、北は近衛通、南は二条通、西は鴨川、東は吉田東通に面する「コ」の字の形状をしており、面積は0.45平方キロメートルである。

### 聖護院学区内の通り

#### 東西の通り
- 近衛通
- 春日北通
- 丸太町通
- 冷泉通
- 二条通

#### 南北の通り
- 吉田東通
- 桜馬場通
- 東大路通
- 鞠小路通
- 川端通

### 聖護院学区の町名
- 聖護院東町
- 聖護院中町
- 聖護院西町
- 聖護院川原町
- 聖護院円頓美町（一部）
- 聖護院山王町
- 聖護院蓮華蔵町
- 聖護院東寺領町

### 主な施設
- 聖護院
- 須賀神社
- 熊野神社
- 京都大学医学部附属病院
- 京都大学吉田キャンパス（医学部構内）
- 関西電力夷川発電所・琵琶湖疏水夷川ダム

## 岡崎学区
岡崎学区（おかざきがっく）は、京都市の学区（元学区）のひとつ。京都市左京区に位置する。かつての愛宕郡岡崎村が、明治21年（1888年）に上京区に編入されて岡崎町となった地域がもとになり、のちに錦林学区での第三連合公同組合、昭和16年（1941年）の学区制度廃止後から戦後の解散まで岡崎町内会連合会が置かれた区域である。

### 沿革
愛宕郡岡崎村は、明治21年（1888年）6月に上京区（当時）に編入されて同区の岡崎町となり、同時に上京区に編入された周辺の吉田村、浄土寺村、鹿ヶ谷村、粟田口村、南禅寺村、聖護院村と共に新たに上京第34組を編成した。
上京第34組は、学区制度により明治25年（1892年）に上京第32組と合して上京第27学区となり、後に昭和4年（1929年）に、学区名が小学校名により改称され、錦林学区となって、左京区に属した。学区内の岡崎町は、大正7年（1918年）に「岡崎」を冠する13町と黒谷町に編成された。この14町を区域として第三連合公同組合が置かれていた。
昭和16年（1941年）の学区制度廃止にあたり、錦林学区内に置かれていた第三連合公同組合を改組して、同年6月に岡崎町内会連合会が発足した。この岡崎町内会連合会の区域が、戦後の町内会およびその連合会の解散の後に、京都市内の「学区（元学区）」である岡崎学区となり、現在も地域自治の単位として用いられている。

### 人口・世帯数
岡崎学区の区域に設定されている国勢統計区（左京区第17国勢統計区）における令和2年（2020年）10月の人口・世帯数は5,652人、2,929世帯である。

### 地理
左京区の南端部に位置する学区であり、北側は吉田学区と浄楽学区、東側は錦林東山学区、南側は東山区の粟田学区、西側は聖護院学区と新洞学区に接する。区域は、北は概ね吉田山の南端、南は三条通北裏付近、西は東大路通、東は白川であり、面積は1.033平方キロメートルである。

### 岡崎学区内の通り

#### 東西の通り
- 春日北通
- 丸太町通
- 冷泉通
- 二条通
- 仁王門通

#### 南北の通り
- 白川通
- 岡崎道（広道）
- 神宮道
- 桜馬場通
- 東大路通

### 岡崎学区の町名
- 岡崎入江町
- 岡崎真如堂前町
- 岡崎東福ノ川町
- 黒谷町
- 岡崎東天王町
- 岡崎天王町
- 岡崎法勝寺町
- 岡崎成勝寺町
- 岡崎最勝寺町
- 岡崎西天王町
- 岡崎徳成町
- 岡崎円勝寺町
- 岡崎南御所町
- 岡崎北御所町
- 岡崎西福ノ川町
- 聖護院円頓美町（一部）

### 主な施設
- 平安神宮
- 岡崎神社
- 岡崎公園
- 金戒光明寺

## 錦林東山学区
錦林東山学区（きんりんひがしやまがっく）は、京都市の学区（元学区）のひとつ。京都市左京区に位置する。かつての愛宕郡南禅寺村・鹿ケ谷村と粟田口村の一部で、明治21年（1888年）に上京区に編入され、のちに錦林学区での第二連合公同組合、昭和16年（1941年）の学区制度廃止後から戦後の解散まで東山町内会連合会が置かれた区域である。

### 沿革
愛宕郡南禅寺村、鹿ケ谷村、粟田口村は、明治21年（1888年）6月に上京区（当時）に編入され、同時に上京区に編入された周辺の吉田村、浄土寺村、岡崎村、聖護院村と共に新たに上京第34組を編成した。
上京第34組は、学区制度により明治25年（1892年）に上京第32組と合して上京第27学区となり、後に昭和4年（1929年）に、学区名が小学校名により改称され、錦林学区となって、左京区に属した。
昭和5年（1930年）に、錦林学区のうち、三条通を隔てて南側に位置した旧粟田口村域の飛地を東山区（粟田学区）に編入している。錦林学区では、この編入部分を除く旧粟田口村の区域と、旧南禅寺村・旧鹿ケ谷村の区域を範囲として第二連合公同組合が置かれていた。
昭和16年（1941年）の学区制度廃止にあたり、錦林学区内に置かれていた第二連合公同組合を改組して、同年6月に東山町内会連合会が発足した。この東山町内会連合会の区域が、戦後の町内会およびその連合会の解散の後に、京都市内の「学区（元学区）」である錦林東山学区となり、現在も地域自治の単位として用いられている。

### 人口・世帯数
錦林東山学区の区域に設定されている国勢統計区（左京区第16国勢統計区）における令和2年（2020年）10月の人口・世帯数は3,388人、1,681世帯である。

### 地理
左京区の南部に位置する学区であり、北側は北白川学区と浄楽学区、東側は岡崎学区と東山区の粟田学区、南側は山科区（陵ケ岡学区・安朱学区）、西側は滋賀県大津市に接する。面積は4.421平方キロメートルである。

### 錦林東山学区内の通り

#### 東西の通り
- 丸太町通
- 二条通
- 仁王門通

#### 南北の通り
- 哲学の道
- 鹿ヶ谷通
- 白川通

### 錦林東山学区の町名
南禅寺村、鹿ケ谷村、粟田口村は、明治21年（1888年）6月に上京区（当時）に編入され、て同区の南禅寺町、鹿ケ谷町、粟田口町となった。
南禅寺町は、大正7年（1918年）に、永観堂町、「南禅寺」を冠する4町（北ノ坊町、下河原町、草川町、福地町）と、「町」がつかない「南禅寺」となり、これらは昭和4年に成立した左京区の町となった。昭和33年（1958年）永観堂西町が成立した。昭和40年（1965年）、「町」がつかない「南禅寺」を廃して、「南禅寺」を冠する南禅寺山町、風呂山町が成立した。
鹿ケ谷町は、大正7年（1918年）に、若王子町、「鹿ケ谷」を冠する6町（寺ノ前町、高岸町、桜谷町、法然院町、御所ノ段町、宮ノ前町）、「町」がつかない「鹿ケ谷」となり、これらは昭和4年に成立した左京区の町となった。その後、昭和4年に鹿ケ谷法然院西町、昭和33年に「鹿ケ谷」を冠する西寺ノ前町、上・下宮ノ前町が成立した。昭和40年（1965年）、「町」がつかない「鹿ケ谷」を廃して、「鹿ケ谷」を冠する大黒谷町、菖蒲谷町、栗木谷町、不動山町、若王子山町、善気山町、徳善谷町、多頂山町となった。
粟田口町は、大正7年（1918年）に、「粟田口」を冠する4町（鳥居町、華頂町、鍛冶町、三条坊町）と「町」がつかない「粟田口」となり、これらは昭和4年に成立した左京区の町となった。翌昭和5年、粟田口地区の南部は東山区となり、「町」がつかない「粟田口」の一部と粟田口鳥居町が左京区となった。昭和40年（1965年）、左京区の「町」がつかない「粟田口」を廃して、「粟田口」を冠する大日山町、山下町、入会山町、如意ケ嶽町となった。
- 粟田口鳥居町
- 粟田口山下町
- 粟田口大日山町
- 粟田口如意ケ嶽町（一部）
- 南禅寺北ノ坊町
- 永観堂町
- 永観堂西町
- 南禅寺下河原町
- 南禅寺草川町
- 南禅寺福地町
- 南禅寺南禅寺山町
- 鹿ケ谷寺ノ前町
- 鹿ケ谷西寺ノ前町
- 鹿ケ谷高岸町
- 若王子町
- 鹿ケ谷上宮ノ前町
- 鹿ケ谷下宮ノ前町
- 鹿ケ谷桜谷町
- 鹿ケ谷法然院町
- 鹿ケ谷法然院西町
- 鹿ケ谷御所ノ段町
- 鹿ケ谷大黒谷町
- 鹿ケ谷徳善谷町
- 浄土寺真如町（一部）
- 南禅寺風呂山町
- 鹿ケ谷宮ノ前町
- 鹿ケ谷菖蒲谷町
- 鹿ケ谷栗木谷町
- 鹿ケ谷不動山町
- 鹿ケ谷若王子山町
- 鹿ケ谷善気山町
- 鹿ケ谷多頂山町

### 主な施設
- 南禅寺
- 禅林寺（永観堂）
- 法然院
- 熊野若王子神社

## 吉田学区
吉田学区（よしだがっく）は、京都市の学区（元学区）のひとつ。京都市左京区に位置する。かつての愛宕郡吉田村が、明治21年（1888年）に上京区に編入されて吉田町となった地域がもとになり、のちに錦林学区での第四連合公同組合、昭和16年（1941年）の学区制度廃止後から戦後の解散まで吉田町内会連合会が置かれた区域である。

### 沿革
愛宕郡吉田村は、明治21年（1888年）6月に上京区（当時）に編入されて同区の吉田町となり、同時に上京区に編入された周辺の浄土寺村、鹿ヶ谷村、粟田口村、南禅寺村、岡崎村、聖護院村と共に新たに上京第34組を編成した。
上京第34組は、学区制度により明治25年（1892年）に上京第32組と合して上京第27学区となり、後に昭和4年（1929年）に、学区名が小学校名により改称され、錦林学区となって、左京区に属した。学区内の吉田町は、大正7年（1918年）に「吉田」を冠する14町に編成された。学区内ではこの14町から吉田神楽岡町を除く13町を区域として第四連合公同組合が置かれていた。
昭和16年（1941年）の学区制度廃止にあたり、錦林学区内に置かれていた第四連合公同組合を改組して、同年6月に吉田町内会連合会が発足した。この吉田町内会連合会の区域が、戦後の町内会およびその連合会の解散の後に、京都市内の「学区（元学区）」である吉田学区となり、現在も地域自治の単位として用いられている。

### 人口・世帯数
吉田学区の区域に設定されている国勢統計区（左京区第21国勢統計区）における令和2年（2020年）10月の人口・世帯数は8,700人、5,014世帯である。

### 地理
左京区の南西部に位置する学区であり、北側は養正学区と北白川学区、東側は浄楽学区、南側は岡崎学区と聖護院学区、西側は鴨川を隔てて上京区の京極学区と春日学区に接する。区域は、北は概ね今出川通、南は近衛通、西は鴨川、東は吉田山の西麓であり、面積は1.021 平方キロメートルである。

### 吉田学区内の通り

#### 東西の通り
- 今出川通
- 東一条通
- 志賀越道
- 近衛通

#### 南北の通り
- 吉田東通
- 東大路通
- 鞠小路通
- 川端通

### 吉田学区の町名
明治21年（1888年）に吉田村が編入されて成立した吉田町は、大正7年（1918年）に「吉田」を冠する14町に編成された。
吉田学区は「吉田」を冠する14町のうち浄楽学区に含まれる吉田神楽岡町を除く13町により構成される。
- 吉田牛ノ宮町
- 吉田泉殿町
- 吉田上阿達町
- 吉田中阿達町
- 吉田下阿達町
- 吉田河原町
- 吉田橘町
- 吉田本町
- 吉田近衛町
- 吉田二本松町
- 吉田上大路町
- 吉田中大路町
- 吉田下大路町

### 主な施設
- 京都大学吉田キャンパス

## 浄楽学区
浄楽学区（じょうらくがっく）は、京都市の学区（元学区）のひとつ。京都市左京区に位置する。かつての愛宕郡浄土寺村が、明治21年（1888年）に上京区に編入されて浄土寺町となった地域がもとになり、のちに錦林学区での第一連合公同組合、昭和16年（1941年）の学区制度廃止後から戦後の解散まで浄楽町内会連合会が置かれた区域である。

### 沿革
愛宕郡浄土寺村は、明治21年（1888年）6月に上京区（当時）に編入されて同区の浄土寺町となり、同時に上京区に編入された周辺の吉田村、鹿ヶ谷村、粟田口村、南禅寺村、岡崎村、聖護院村と共に新たに上京第34組を編成した。
上京第34組は、学区制度により明治25年（1892年）に上京第32組と合して上京第27学区となり、後に昭和4年（1929年）に、学区名が小学校名により改称され、錦林学区となって、左京区に属した。学区内の浄土寺町は、大正7年（1918年）に銀閣寺町、「浄土寺」を冠する5町と、「町」がつかない「浄土寺」に編成された。これらと吉田神楽岡町を区域として第一連合公同組合が置かれていた。
昭和16年（1941年）の学区制度廃止にあたり、錦林学区内に置かれていた第一連合公同組合を改組して、同年6月に浄楽町内会連合会が発足した。この浄楽町内会連合会の区域が、戦後の町内会およびその連合会の解散の後に、京都市内の「学区（元学区）」である浄楽学区となり、現在も地域自治の単位として用いられている。

### 人口・世帯数
浄楽学区の区域に設定されている国勢統計区（左京区第15国勢統計区）における令和2年（2020年）10月の人口・世帯数は6,337人、3,486世帯である。

### 地理
左京区の南部に位置する学区であり、北側と東側は北白川学区に囲まれ、南側は錦林東山学区と岡崎学区、西側は吉田学区に接する。区域は、北は概ね今出川通、西は吉田山、南は真如堂、東は大文字山の送り火の火床にあたり、面積は1.88平方キロメートルである。

### 浄楽学区内の通り

#### 東西の通り
- 今出川通

#### 南北の通り
- 鹿ヶ谷通
- 白川通
- 神楽岡通

### 浄楽学区の町名
明治21年（1888年）に浄土寺村が編入されて成立した浄土寺町は、大正7年（1918年）に、銀閣寺町、「浄土寺」を冠する5町（南田町、真如町、馬場町、西田町、石橋町）と、「町」がつかない「浄土寺」に編成された。昭和34年（1959年）に、銀閣寺前町及び「浄土寺」を冠する東田町、上・下馬場町、上・下南田町が成立した。昭和40年（1965年）には、「町」がつかない「浄土寺」を廃して、「浄土寺」を冠する打越町、小山町、広帖町、提灯山町、七廻リ町、大山町が成立した。
浄楽学区には、旧吉田村に位置していた吉田神楽岡町を含む。なお、浄土寺真如町は東の一部が錦林東山学区に含まれる。
- 銀閣寺町
- 銀閣寺前町
- 浄土寺上南田町
- 浄土寺南田町
- 浄土寺下南田町
- 浄土寺真如町（一部）
- 浄土寺上馬場町
- 浄土寺馬場町
- 浄土寺下馬場町
- 浄土寺東田町
- 浄土寺西田町
- 浄土寺石橋町
- 浄土寺打越町
- 浄土寺小山町
- 浄土寺広帖町
- 浄土寺提灯山町
- 浄土寺七廻リ町
- 浄土寺大山町
- 吉田神楽岡町

### 主な施設
- 慈照寺（銀閣寺）
- 真正極楽寺（真如堂）
- 吉田神社